# Hans Ludwig Schoenthal

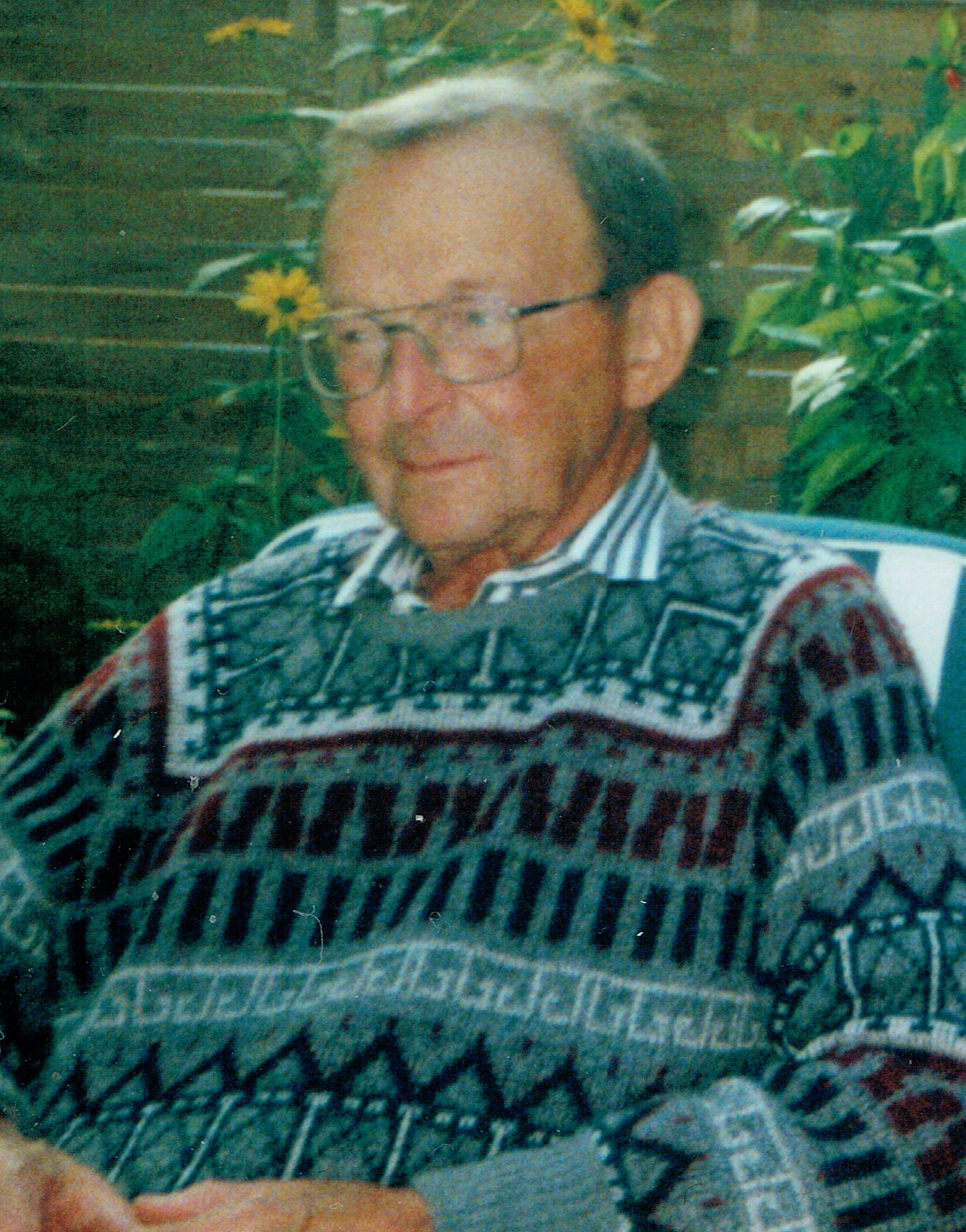
Hans Ludwig Schoenthal (Foto: 2000)

Hans Ludwig Schoenthal (* 9. Februar 1923 in Hahnenklee, Landkreis Zellerfeld; † 10. Juli 2002 in Berlin) war ein deutscher Politiker (SPD).

## Biografie
Schoenthal lebte ab 1936 als Jugendlicher mehr als zwei Jahre in Schweden. Er machte 1942 sein Abitur, konnte aber zunächst wegen der „Nürnberger Rassegesetze“ als „Halbjude“ nicht studieren. Bis 1944 war er Hilfsarbeiter bei der Kali Chemie, anschließend wurde er von der „Organisation Todt“ zwangsrekrutiert, wo er im besetzten Frankreich eingesetzt wurde.
Nach dem Zweiten Weltkrieg wurde Schoenthal 1946 Mitglied der SPD. Im selben Jahr begann er sein Studium zunächst bei der Humboldt-Universität zu Berlin, um anschließend bei der Freien und der Technischen Universität zu studieren. Ab 1955 war er Verwaltungsangestellter beim Berliner Landesjugendamt, dem Informationszentrum Berlin und bei der Landeszentrale für politische Bildung. Schoenthal war Leiter der Gedenk- und Bildungsstätte Stauffenbergstraße. 1977 wurde er Inhaber eines Reisebüros in Neukölln.
Schoenthal rückte im September 1977 in das Abgeordnetenhaus von Berlin nach, da Klaus Schütz Botschafter in Israel wurde. Bei der Berliner Wahl 1979 konnte er das Direktmandat für den Wahlkreis Neukölln 2 gewinnen. Im April 1983 rückte er erneut in das Abgeordnetenhaus nach, da Hans-Jochen Vogel Bundestagsabgeordneter wurde. Bis 1989 war er Mitglied dieses Parlaments.
Schoenthal war Mitglied der Deutschen Angestellten-Gewerkschaft (DAG), der Deutsch-Israelischen Gesellschaft (DIG), der Deutschen Gesellschaft für die Vereinten Nationen (DGVN), des Bundes der Verfolgten des Naziregimes (BVN) und der Arbeiterwohlfahrt (AWO).